# Hundsteinhütte
Die Hundsteinhütte ist eine Berghütte der Sektion Säntis des Schweizer Alpen-Clubs (SAC). Sie liegt im Kanton Appenzell Innerrhoden östlich des Säntis oberhalb des Fälensees auf 1554 m ü. M. Höhe im Alpstein der Appenzeller Alpen.
Die Hütte bietet im Sommer 42 Schlafplätze (Massenlager). Sie ist von Mai bis Oktober durchgehend bewartet. Während der Wintermonate gibt es 12 Schlafplätze im Winterraum.

## Zugänge
- Brülisau – Brüeltobel – Sämtisersee – Rheintaler Sämtis oder Furgglen – Bollenwees (etwa 3 Stunden)
- Sax – Saxer Lücke – Fälensee (etwa 3,5 Stunden)
- Wildhaus – Zwinglipass – Fälensee (etwa 3,5 Stunden)

## Benachbarte Hütten
- Bollenwees, etwa 10 Minuten

## Belege
1. 1 2  Höhe gemäß SwissTopo (Karten der Schweiz)